# Шустино (Владимирская область)
Шустино — деревня в Кольчугинском районе Владимирской области России, входит в состав Раздольевского сельского поселения.

## География
Деревня расположена в 9 км на юго-запад от центра поселения посёлка Раздолье и в 9 км на юг от райцентра города Кольчугино.

## История
В конце XIX — начале XX века деревня входила в состав Завалинской волости Покровского уезда, с 1925 года — в составе Кольчугинской волости Александровского уезда. В 1859 году в деревне числилось 33 двора, в 1905 году — 34 двора, в 1926 году — 57 дворов.
С 1929 года деревня входила в состав Беречинского сельсовета Кольчугинского района, с 1978 года — в составе Белореченского сельсовета, с 1984 года — в составе Раздольевского сельсовета, с 2005 года — в составе Раздольевского сельского поселения.

## Население
| 1859 | 1905 | 1926 | 2002 | 2010 | 2021 |
| ---- | ---- | ---- | ---- | ---- | ---- |
| 206  | ↗249 | ↗275 | ↘11  | ↗21  | ↗32  |